# Jüdischer Friedhof (Biskirchen)

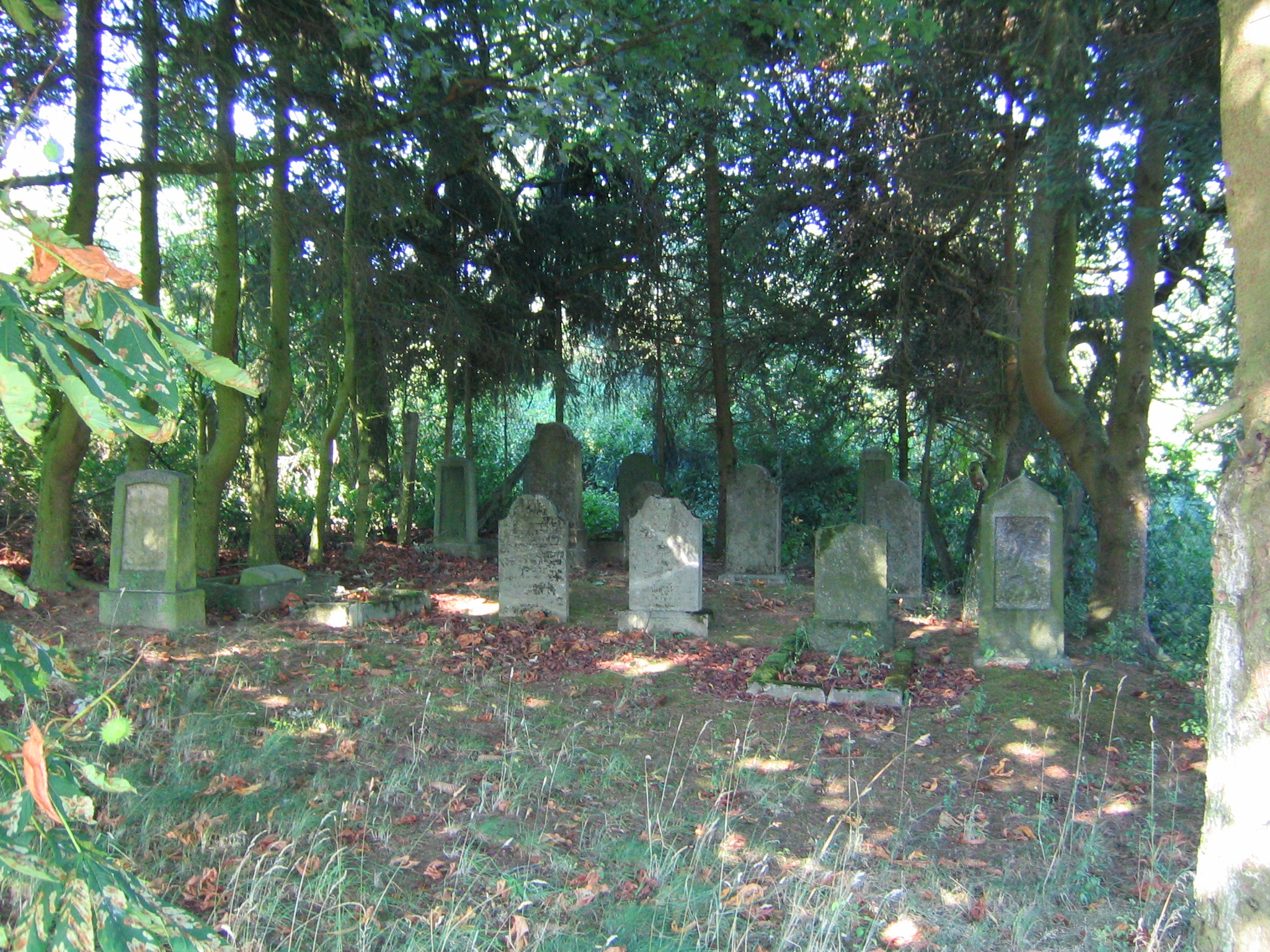
Jüdischer Friedhof in Biskirchen

Der Jüdische Friedhof in Biskirchen, einem Stadtteil von Leun im Lahn-Dill-Kreis in Hessen, wurde vermutlich im 19. Jahrhundert angelegt. Der Jüdische Friedhof an der Bissenberger Straße ist ein geschütztes Kulturdenkmal.
„Ursprünglich wurden die Juden auf einem Friedhof ‚Auf der alten Lahn‘ zwischen Bahnlinie und Hauptstraße bestattet. Anlässlich des geplanten Baus der Umgehungsstraße wurden 1936 gemäß einer Vereinbarung mit der jüdischen Gemeinde die Gräber auf den neuen Friedhof an der Bissenberger Straße umgebettet. Nach der späteren Schändung wurde diese Anlage nach 1945 wiederhergestellt. Das kleine von Koniferen eingesäumte Areal weist wenige Grabsteine mit hebräisch-deutscher Inschrift aus dem 20. Jahrhundert auf.“